# Almindelig høgeurt
Almindelig høgeurt (Hieracium vulgatum) er en 30-80 centimeter høj plante i kurvblomst-familien. Planten har rosetblade og 2-5 stængelblade.

## Beskrivelse
Almindelig høgeurt er en flerårig urt med mælkesaft. Den har bredt lancetformede-spatelformede, tandede rosetblade og 2-5 (eller flere) stængelblade. Det største stængelblad er af størrelse med rosetbladene. Rosettens blade har aldrig bagudrettede tænder som det oftest er tilfældet hos Skov-Høgeurt. De gule, tungeformede blomster sidder i kurve i topagtige stande. Kurvenes svøbblade er taglagte, stærkt hårede og tiltrykte. Fnokken er hårformet.
Almindelig høgeurt kan formere sig uden forudgående befrugtning ved apomixis, således at der kan fremkomme en række småarter, der kun adskiller sig fra hinanden ved små forskelle. Almindelig høgeurt kaldes derfor for en samleart.

## Udbredelse
Almindelig høgeurt har sit udbredelsesområde i Europa.
I Danmark er arten almindelig, især i løvskove, men også i sandede plantager, på heder, overdrev og vejkanter. Den blomstrer i juni til august.